# Hofburg (Innsbruck)
Innsbrucký Hofburg (česky: Dvorní hrad) je bývalý habsburský palác v Innsbrucku v Rakousku a spolu s vídeňským Hofburgem a zámkem Schönbrunn je považován za jednu ze tří nejvýznamnějších kulturních staveb v zemi.

## Popis

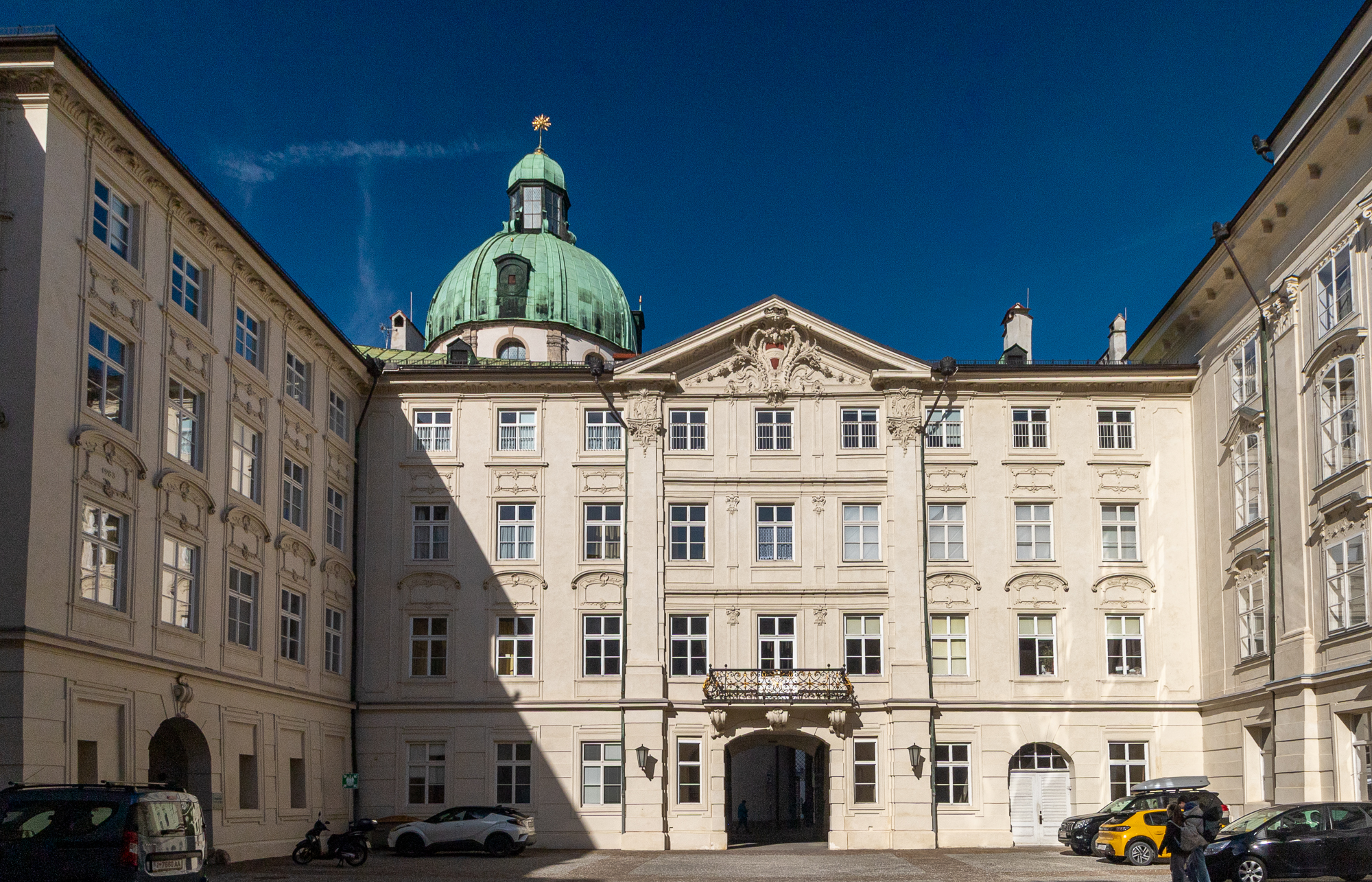
Nádvoří innsbruckého Hofburgu

Innsbrucký Hofburg je hlavní budovou velkého obytného komplexu, který byl v minulosti využíván členy habsburského panovnického rodu, a to až do posledních dnů monarchie v roce 1918 a současně sloužil jako sídlo tyrolského zeměpána. V současné době je ve vlastnictví rakouského státu. 
Komplex zahrnuje Kolegiátní nadaci šlechtičen, Stříbrnou kapli, Hofkirche s kenotafem císaře Maxmiliána a Schwarzen Mandern, Teologickou univerzitu, Tyrolské muzeum lidového umění, innsbruckou katedrálu, Kongres a Hofgarten (česky: Dvorní zahrada).

## Dějiny

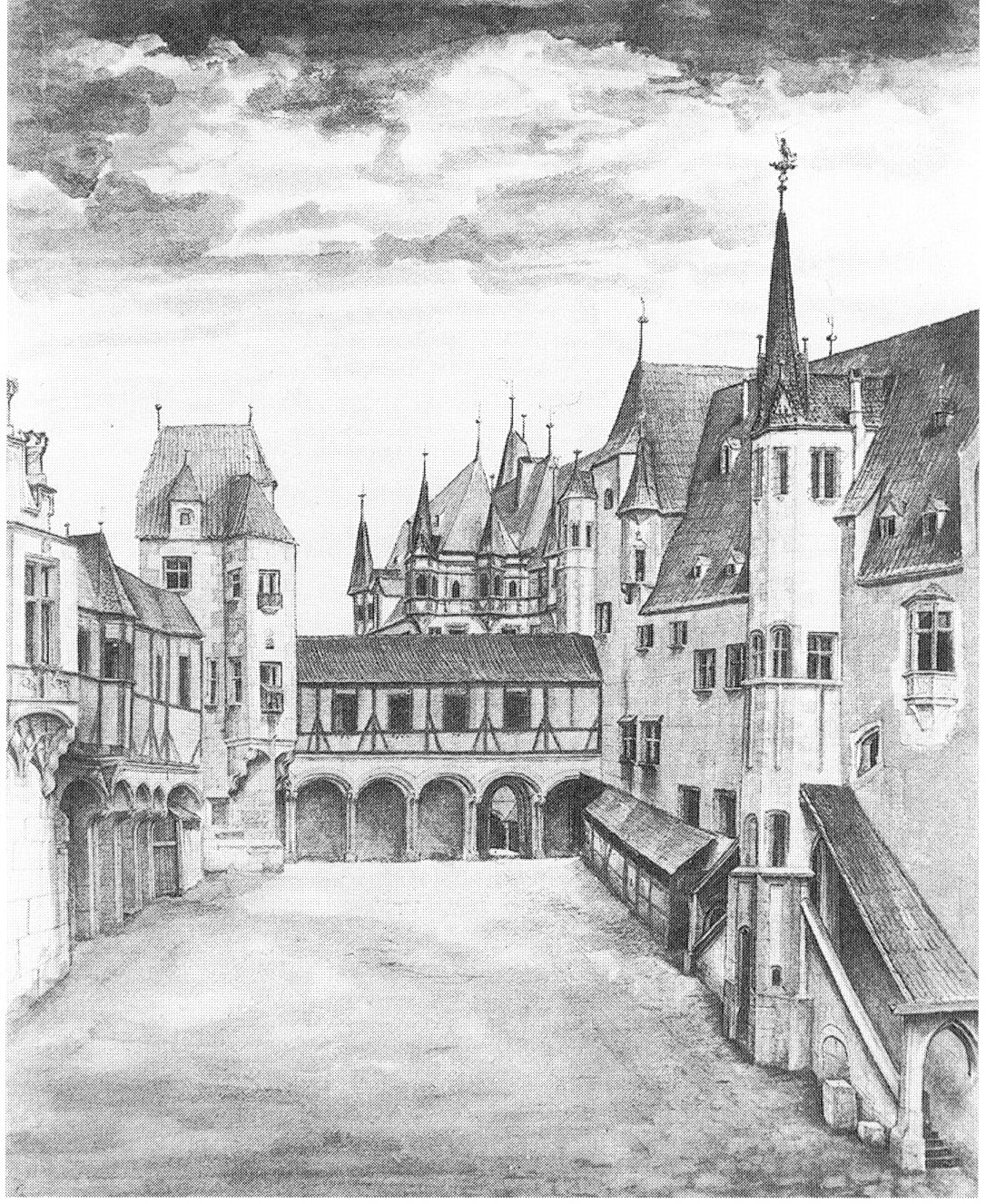
Innsbrucký Hofburg, kresba od Albrechta Dürera

Za vlády tyrolského hraběte a titulárního vévody rakouského, Zikmunda Habsburského, byl vystavěn středověký hrad. Jeho následník, římský císař Maxmilián I. Habsburský, přistavěl další budovy. Roku 1534 hrad vyhořel a byl znovu vystavěn a poté ještě několikrát přestavěn.
Svou dnešní podobu získal ke konci 18. století, kdy ho Marie Terezie nechala přestavět ve stylu říšské vídeňského baroka (rokoka). Marie Terezie navštívila Innsbruck nejméně dvakrát, a to v roce 1739 při okružní cestě po říši a v roce 1765 během svatby svého syna Leopolda II. se španělskou princeznou Marií Ludovikou. Na počest sňatku byl vztyčen vítězný oblouk na konci ulice Marie Terezie. Tuto šťastnou událost však zastínilo úmrtí jejího manžela Františka Štěpána. Jeho poslední ložnici nechala přeměnit na kapli a zároveň zde založila ženský klášter, v němž se sestry za zesnulého panovníka modlily.
Dnes si návštěvníci mohou prohlédnout reprezentační pokoje s hlavním sálem s portréty dětí Marie Terezie a jejího chotě, dále císařské komnaty, kapli a přilehlé zahrady.

## Galerie

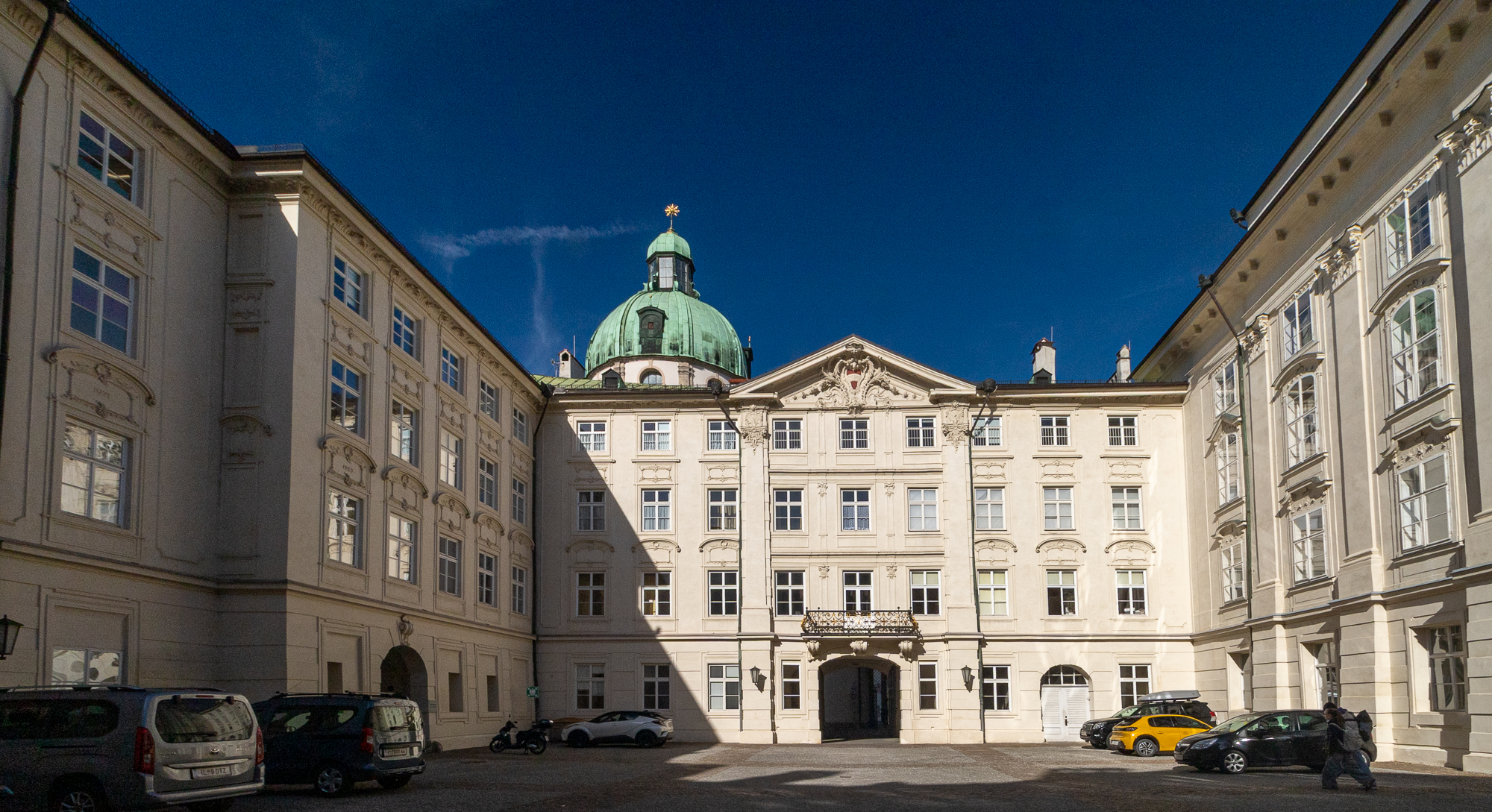
Nádvoří innsbruckého Hofburgu
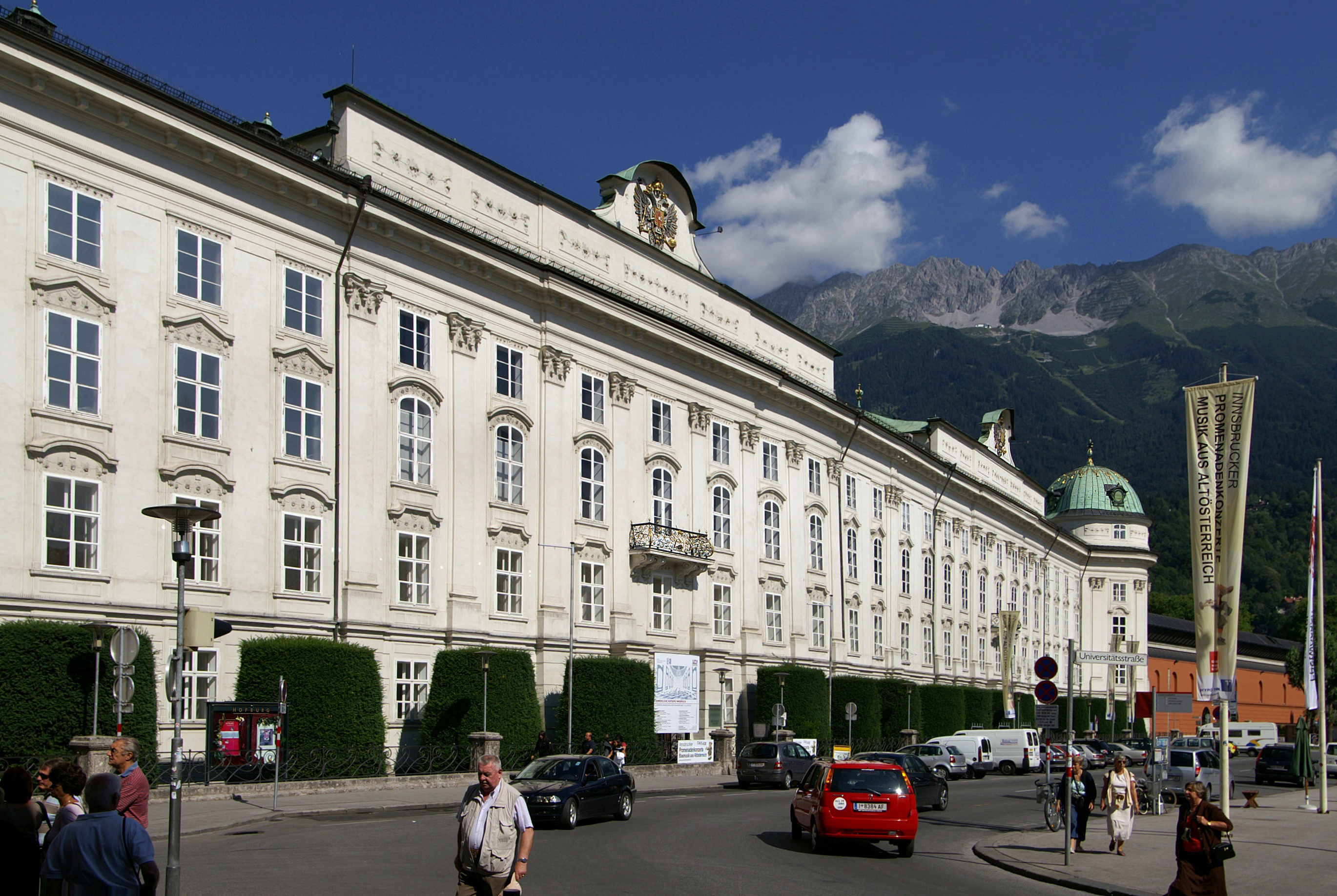
Hofburg na Rennweg
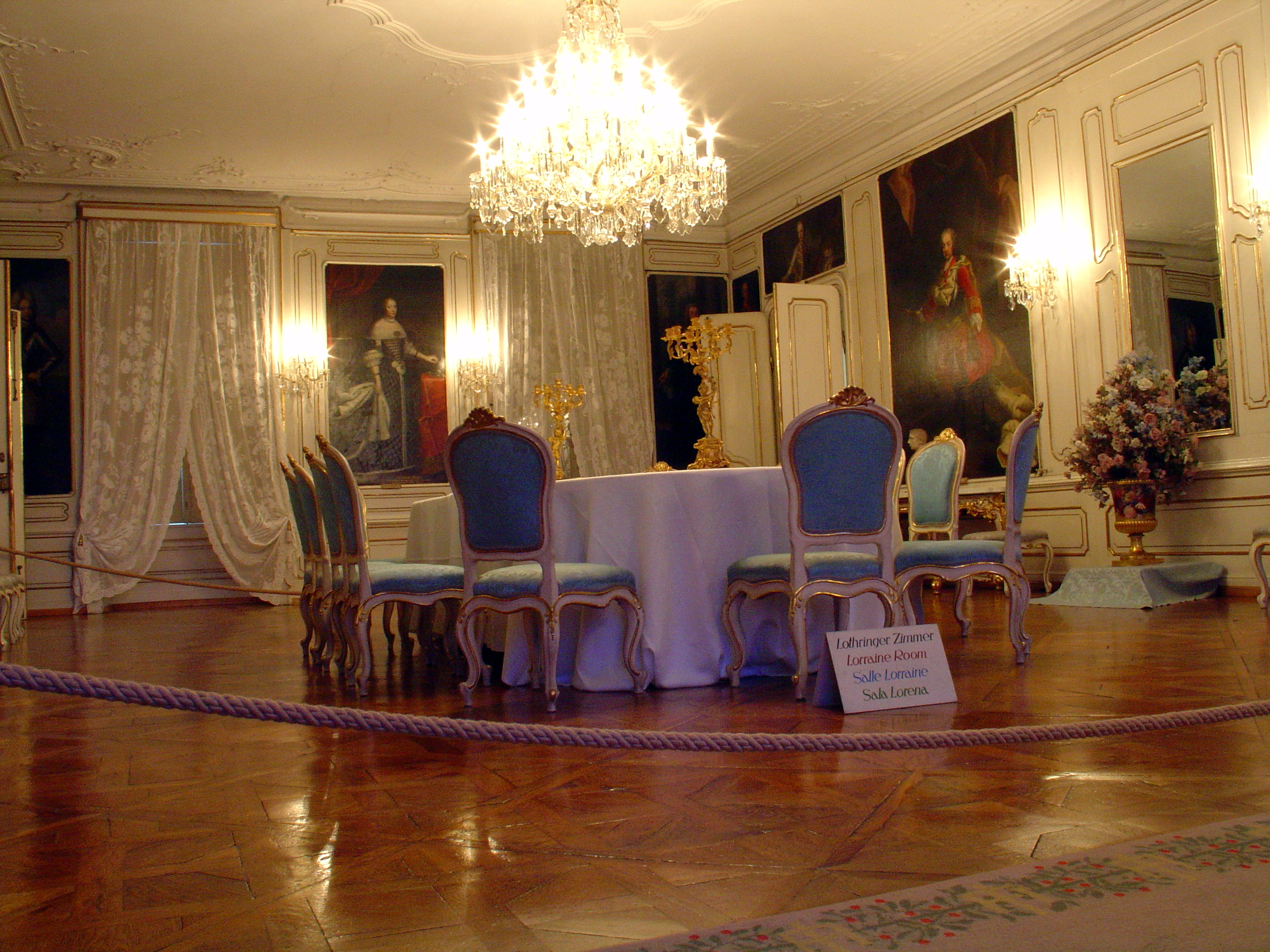
Lotrinský pokoj
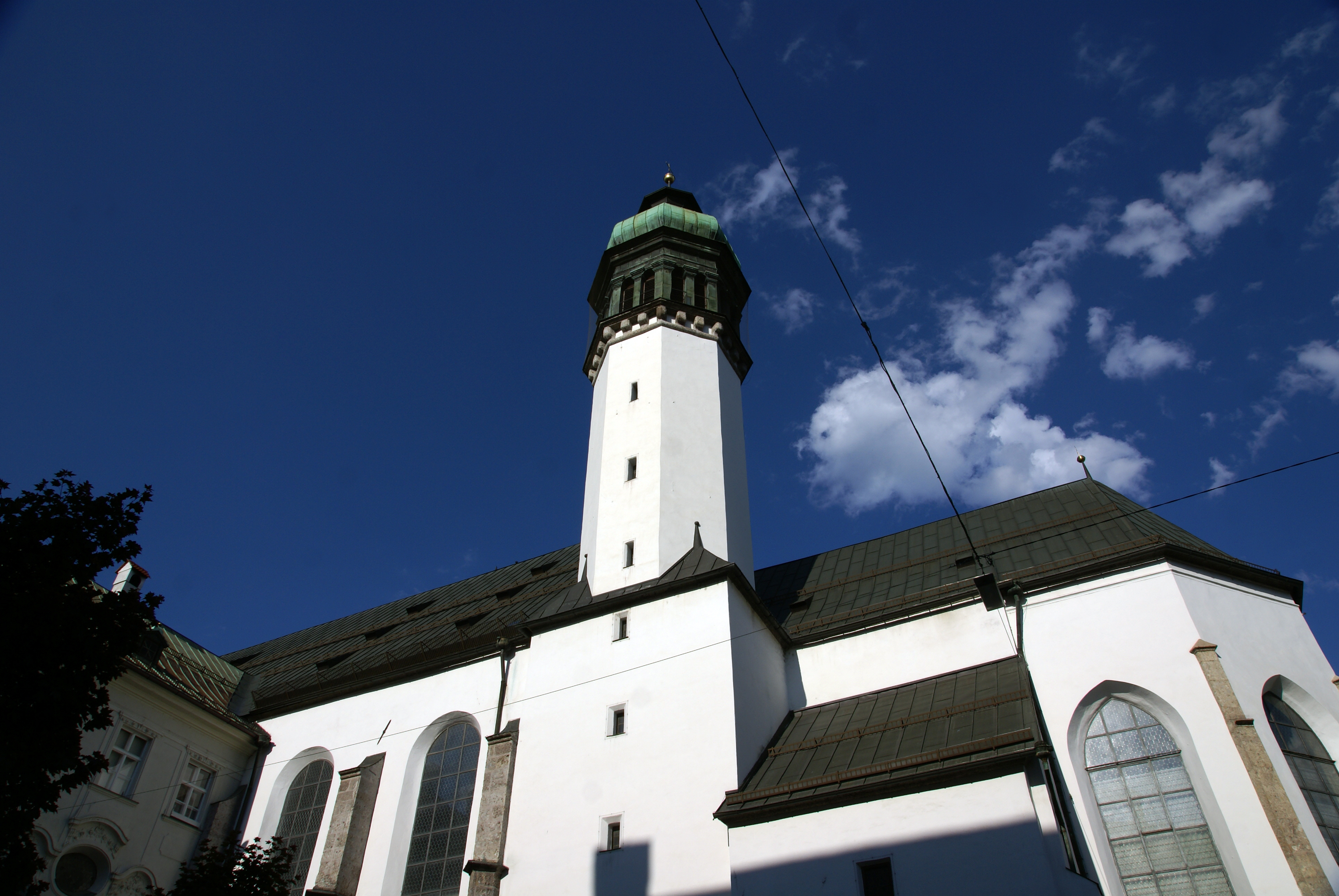
Hofkirche
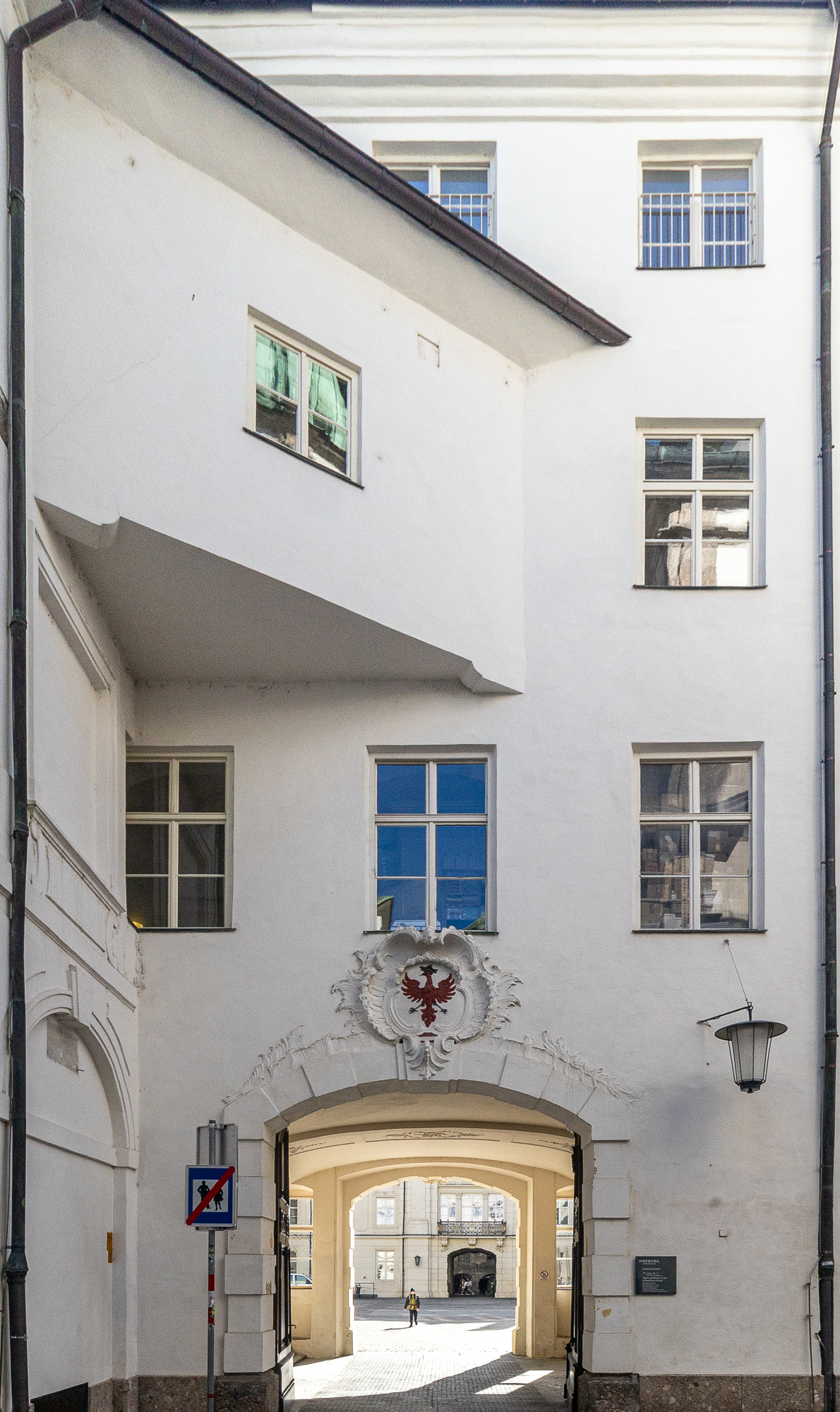
Průchod do nádvoří Hofburgu s erbem tyrolských panovníků